# Domäne Blumenrod

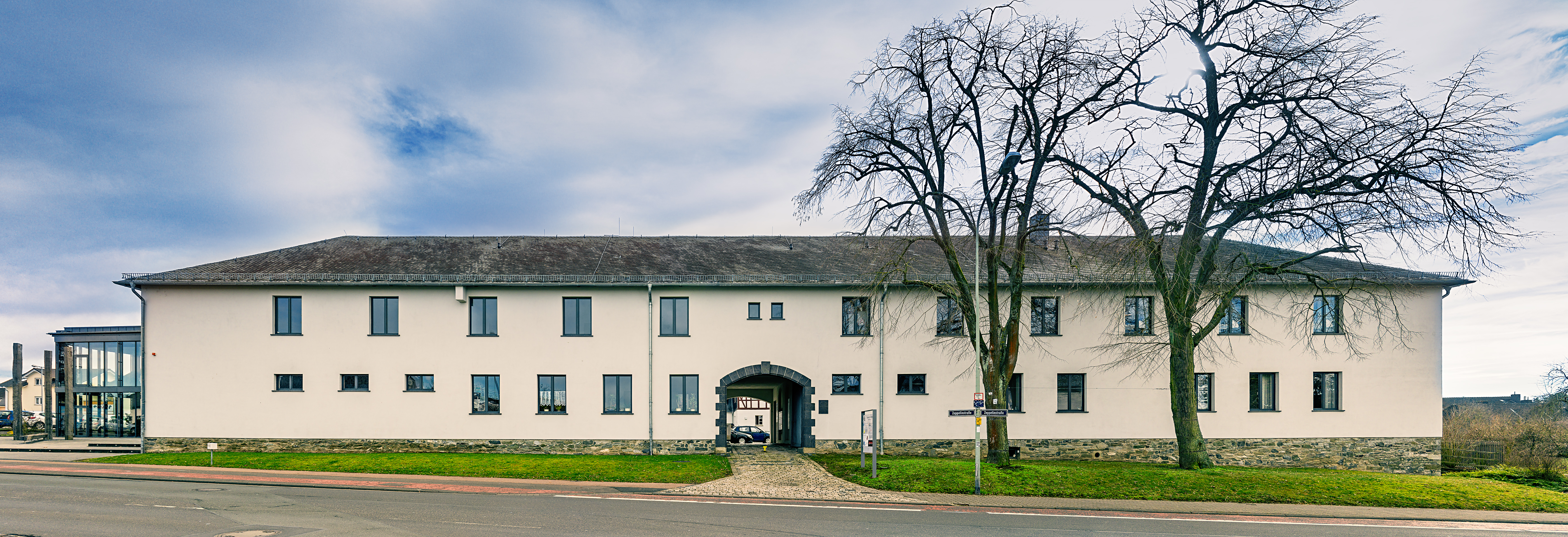
Domäne Blumenrod

Die Domäne Blumenrod ist eine denkmalgeschützte ehemalige Staatsdomäne und ein Wahrzeichen im Siedlungsgebiet Blumenrod von Limburg an der Lahn.

## Geschichte
Erstmals erwähnt wird ein Hof Blumenrod am 24. November 1365 im Testament des Limburger Schöffen Rule Bonthe als „Blumenrodde“, was so viel wie „gerodetes Land“ bedeutet. Die Erbauung kann lediglich auf den Zeitraum zwischen dem 11. und 14. Jahrhundert eingegrenzt werden. Im Besitz derer von Hohenfeld wurde das Hofgut 1720 entweder niedergelegt oder durch einen Brand vernichtet. Schätzungsweise um 1776 unter Kurtrier erfolgte ein Neubau des Hofguts, dessen Bausubstanz in den noch heute bestehenden Gebäuden erhalten blieb.
Im Laufe der Jahre erfuhr das Anwesen mehrere bauliche Erweiterungen. 1910 notlandete das Luftschiff LZ 5 auf dem Areal des Hofguts Blumenrod. 1935 eignete sich die Wehrmacht das Hofgut von den Nachfahren des Freiherrn von Schütz an und, ließ einen weiteren Bau sowie einen Feldflugplatz errichten. Nach Ende des Zweiten Weltkriegs wurde das Hofgut 1946 Staatsdomäne mit landwirtschaftlicher Produktion und ging 1963 in das Eigentum des Landes Hessen über, das es wiederum privat verpachtete.
Für die weitere Entwicklung des Siedlungsgebiets Blumenrod benötigte die Stadt Limburg Teile des Grundbesitzes, weshalb sie die Domäne 1995 vom Land Hessen erwarb. Mit der letzten Ernte endete 1998 der landwirtschaftliche Betrieb. 2001 erwarb schließlich die Freie Evangelische Gemeinde Limburg die Domäne Blumenrod und begann ab 2002 mit der Renovierung und baulichen Erweiterung. Es entstanden Kirchen- und Tagungsräume sowie ein Gemeindezentrum. 2006 wurde auf Initiative der Gemeinde und der Stadt Limburg die Stiftung Domäne Blumenrod ins Leben gerufen. Weitergehende Planungen sehen neben der bisherigen öffentlichen Nutzung als Café auch die Schaffung einer Pflegeeinrichtung unter denkmalpflegerischen Aspekten vor.

## Architektur
Das gut erhaltene Haupthaus, aus Bruchstein und Fachwerk bestehend, wird flankiert von zwei in Richtung Norden gerichteten Flügeln, die den Eindruck eines kleinen Schlosses vermitteln. Die Fassade mutet eher schlicht an. Daneben befinden sich weitere erhaltene Bauten unterschiedlichster Größe, wie das sogenannte „Pächterhaus“ und Stallungen. Neubauten ergänzen das Gebäudeensemble.

## Heute
Die Domäne Blumenrod wird heute durch die Stiftung Domäne Blumenrod verwaltet. Die Stiftung hat sich zum Ziel gesetzt, die Domäne Blumenrod in ihrem Charakter zu erhalten, zu fördern und weiter auszubauen und diese den Bürgerinnen und Bürgern Blumenrods, der Stadt Limburg und der umliegenden Orte zur Verfügung zu stellen. So sind heute alle Gebäude entsprechend den Vorgaben des Denkmalschutzes restauriert und renoviert. Im linken Gebäudeteil befinden sich die Räume der Freien evangelischen Gemeinde Limburg (FeG Limburg), im alten Pächterhaus ist eine Tagespflegeeinrichtung für Senioren eingezogen. Im   rechten Gebäudeteil sind eine Kindertagesstätte sowie das „Café Denk’mal“, ein Café für alle Altersklassen, welches kulturelle und generationsübergreifende Angebote schafft, untergebracht. Im Mittelteil des Gebäudekomplexes befinden sich die Eventlocation „Bürgersaal“, „die Praxis Otten GmbH“ und einige ärztliche Praxen.